# Erik ten Hag
Erik ten Hag (Haaksbergen, 2 de fevereiro de 1970) é um treinador e ex-futebolista neerlandês que atuava como zagueiro. Atualmente comanda o Bayer Leverkusen.

## Carreira como Jogador
Erik ten Hag começou a carreira como jogador de futebol no Football Club Twente, onde, entre três passagens, defendeu a equipe por mais de 200 jogos e venceu seu segundo troféu na carreira: a Copa dos Países Baixos de 2000–01.
A primeira vez que o zagueiro conseguiu vencer um título foi na temporada 1990–91, quando estava no De Graafschap, e conquistou a Segunda Divisão dos Países Baixos.
No restante de sua carreira, Erik passou por clubes modestos. Suas melhores performances ocorreram pelo Twente, onde até conseguia vaga na Taça UEFA com demasiada frequência, porém sem nunca conseguir um espaço na Liga dos Campeões da UEFA enquanto era um jogador de futebol.
Erik se aposentou como jogador aos 32 anos no Twente.

## Carreira como treinador

### Início
Em 2012 foi nomeado por Marc Overmars como gerente do Go Ahead Eagles na Eerste Divisie. Na ocasião, Overmars era acionista do clube.

### Bayern de Munique II
Ten Hag comandou o Bayern de Munique II de 6 de junho de 2013 até maio de 2015, quando foi substituído por Heiko Vogel.
Em solo alemão, já em sua primeira época como treinador do time, Erik liderou a equipe de Pierre-Emile Højbjerg a conquistar a Quarta Divisão de Futebol da Alemanha. No entanto, esse foi seu único troféu comandando o clube bávaro.
Seu último jogo no comando da equipe alemã foi uma derrota por 1 a 0 para o Nürnberg II, no dia 22 de maio.

### Utrecht

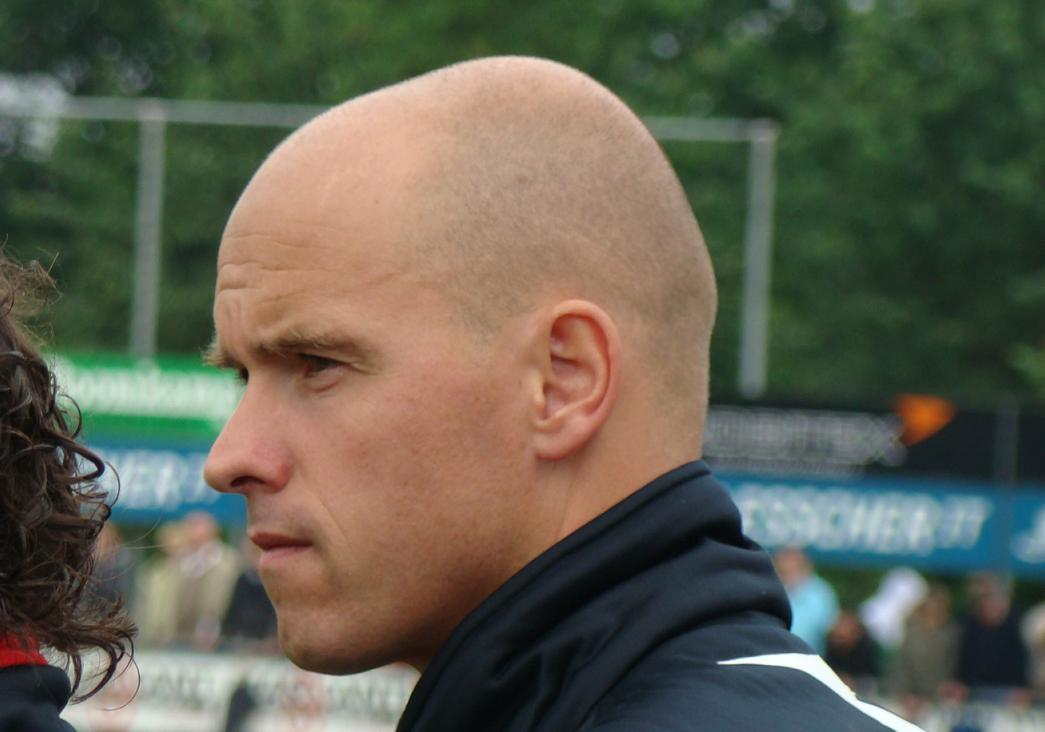
Erik em 2008.

O neerlandês retornou ao seu país natal no verão de 2015, sendo anunciado como diretor esportivo e treinador do Utrecht. Ten Hag realizou uma boa campanha no comando da equipe, terminando no 5º lugar da Eredivisie em sua primeira temporada.
Na temporada 2016–17, ele melhorou a posição final do Utrecht para o 4º lugar da Eredivisie, garantindo um lugar nos play-offs da Liga Europa da UEFA de 2017–18.

### Ajax
Foi anunciado como novo treinador do Ajax no dia 28 de dezembro de 2017, após o clube ter dispensado Marcel Keizer.
Teve um grande desempenho na temporada 2018–19, comandando jovens promissores e talentos como Frenkie de Jong, Matthijs de Ligt, Donny van de Beek, David Neres e Hakim Ziyech. Ten Hag ficou marcado pela atuação no jogo de volta das oitavas de final da Liga dos Campeões da UEFA, no dia 5 de março de 2019, onde o Ajax goleou o então campeão Real Madrid por 4 a 1 em pleno Estádio Santiago Bernabéu.
Um mês depois, no dia 16 de abril, levou o clube às suas primeiras semifinais da Champions desde 1997, depois de empatar com a Juventus por 1 a 1 no jogo de ida e vencer por 2 a 1 no jogo de volta. O Ajax acabou sendo eliminado pelo Tottenham no dia 8 de maio, após perder de virada por 3 a 2 numa emocionante partida que contou com grande atuação do brasileiro Lucas Moura, autor dos três gols da equipe inglesa.

### Manchester United
Após o Manchester United não ter se classificado para a Liga dos Campeões da UEFA sob o comando de Ralf Rangnick, em abril de 2022 o clube anunciou Erik ten Hag como novo treinador do clube para a temporada 2022–23. O neerlandês assinou com os Diabos Vermelhos até 2025.
Antes mesmo de chegar, o treinador já falava de suas expectativas no comando do United. Em entrevista, o comandante foi perguntado sobre a permanência de Cristiano Ronaldo, pois havia uma forte especulação da saída do português, vide que os Red Devils não tinha conseguido uma vaga na Liga dos Campeões. A informação que se tinha era que a vaga na Liga Europa não tinha satisfeito o craque, mas Erik afirmou que iria buscar a permanência do camisa 7:
| “                                                   | Eu quero que o Cristiano Ronaldo continue no Manchester United, isso é claro. Ele foi muito importante para o clube na atual temporada e queremos repetir isso no próximo ano. O Ronaldo é um gigante por tudo o que já mostrou ao longo dos anos no futebol e também pela ambição que tem. | ” |
| — Ten Hag sobre manter Cristiano Ronaldo na equipe. | |   |

A relação dos dois não seria nada positiva na época seguinte, com Cristiano dizendo que ten Hag não dava o respeito que ele devia receber.

#### 2022–23

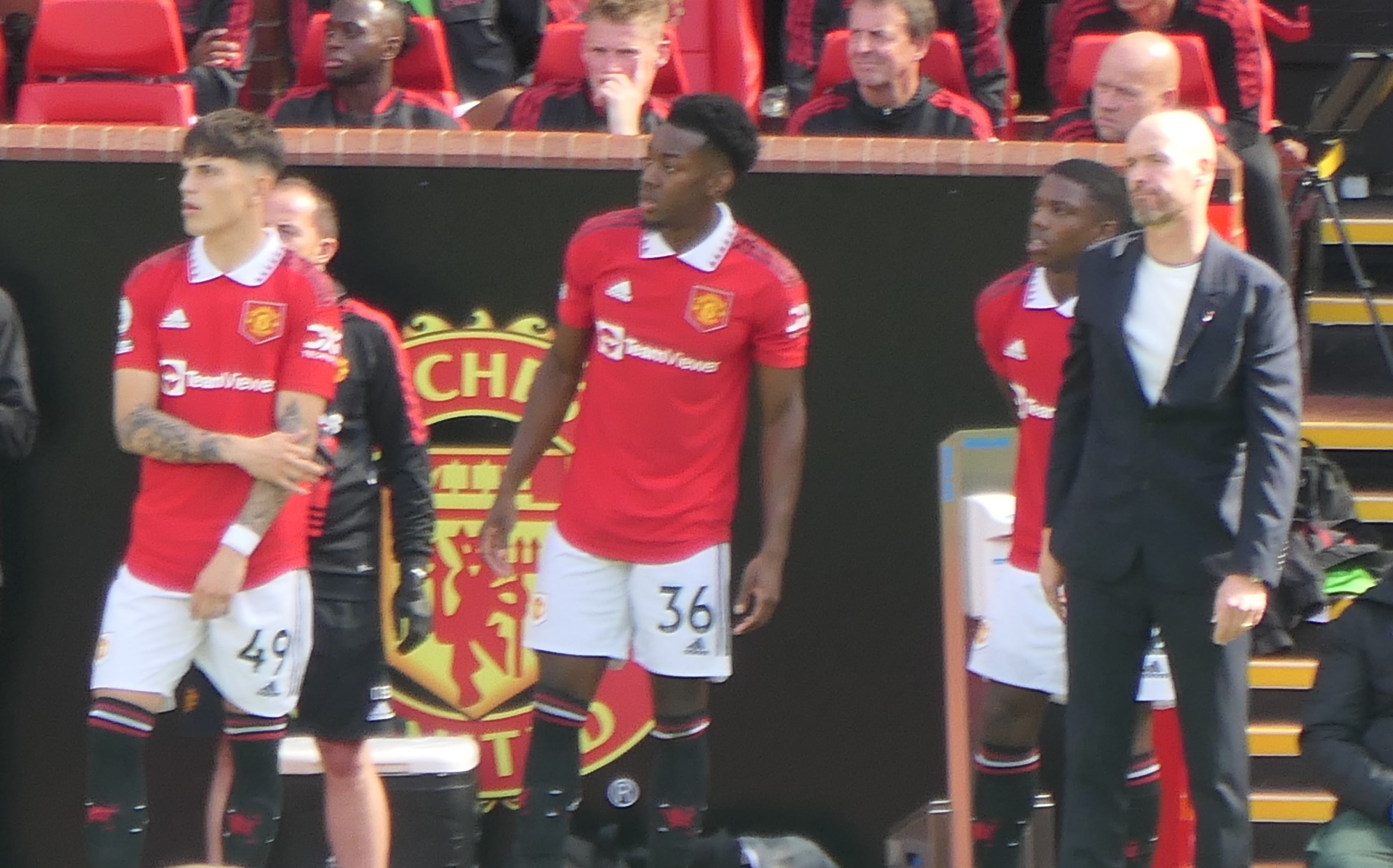
Erik (de terno) prestes a colocar jogadores na 1ª rodada da Premier League daquela temporada

Quando finalmente pôde pedir reforços para o clube, Erik chegou a sugerir atletas com quem ele já havia trabalhado junto na Eredivisie. Antony e Lisandro Martínez foram chamados para integrar ao elenco do United. Futuramente, o treinador ainda pediria por Frenkie De Jong, mas o atleta optou por continuar no Barcelona. Wout Weghorst, que havia sido um goleador nos Países Baixos, mas que nunca havia sido treinado por Ten Hag, também fizera parte do time em dado momento na virada do ano.
Em sua primeira temporada completa, o treinador viveu momentos intensos. Erik começou a temporada na Premier League sofrendo duas derrotas para o Brighton e para o Brentford, mas conseguiu recuperar-se a partir da terceira rodada quando os Diabos Vermelhos venceram o Liverpool no Old Trafford. Porém, essa partida marcou o início de uma longa jornada de Cristiano Ronaldo figurando no banco de reservas.
O neerlandês permaneceu aproveitando a formação que havia conquistado a vitória na partida diante o Liverpool, aproveitando principalmente o jogador Marcus Rashford, mas deixando o ídolo português entre os suplentes. Tal ação fez com que o jogador se incomodasse com isso.
Em outra oportunidade, Erik chegou a tentar pôr o atleta faltando três minutos para o fim do jogo na 12ª rodada da Premier League, contra o Tottenham, mas Ronaldo recusou-se a entrar em campo e foi punido, já que havia cometido a mesma atitude na pré-temporada:
| “                                       | Depois do Rayo (jogo da pré-temporada que Cristiano não quis entrar), eu disse que era inaceitável, mas ele não foi o único. Aquilo era para todos. Quando é a segunda vez, há consequências. É o que fizemos. Perdemos ele amanhã, é uma perda para nós, para o elenco. Mas acho que é importante para a atitude e a mentalidade do grupo. | ” |
| — Ten Hag sobre a punição de Cristiano. | |   |

Seguindo sua temporada, Erik permanecia em uma boa sequência de vitórias, mas ainda com o ídolo do time entre os reservas. Na 15ª rodada no Campeonato Inglês, o português foi um dos titulares e o capitão do time, mas deixou a equipe em dezembro durante a Copa do Mundo de 2022.
Antes da Copa, Cristiano realizou uma entrevista onde falou de sua situação com Erik. Esse momento foi essencial para que o clube inglês rescindisse com seu ídolo, mas também foi a oportunidade de Ronaldo expor sua versão:
| “                                        | Eu me arrependo de ter saído do estádio [contra o Tottenham], mas não me senti respeitado por ele. Ele fez de propósito. Daquela forma, me senti provocado. Todos sabem disso. Por isso não sinto respeito por ele, ele não mostrou respeito por mim. [...] ten Hag sempre me disse que eu precisava esperar uma oportunidade por conta de não ter feito pré-temporada, mas ele não fez o mesmo com outros jogadores. Eu o entendi no começo, mas ele foi além. [...] Não me diga que os jogadores de elite, que já conquistaram tudo, aceitam jogar por três minutos. Me desculpei com meus companheiros de equipe. Mas não me arrependo da decisão de não entrar em campo. [...] Não há empatia dele comigo. Não acho que ele me dá o respeito que eu devo receber. | ” |
| — Cristiano Ronaldo, sobre Erik Ten Hag. | |   |

Com a saída de Cristiano, o treinador tratou de dar sua opinião sobre a passagem do jogador na equipe:
| “                                          | Eu tive minhas razões [para a saída de Ronaldo]. Eles eram óbvios e eu também sabia das consequências. Poderia ter tido um resultado negativo. Isso sempre é possível no futebol. Mas não estou preocupado. Também durmo bem, mesmo durante essas noites. Tenho que tomar decisões a respeito do avanço do clube e da equipe. Esse é o meu trabalho e essa é a responsabilidade que tenho - e tenho que defender essas decisões. Tenho que enfrentar as consequências e o impacto de minhas decisões, não só a curto prazo, mas também a longo prazo. Claro que nem sempre você tem muito tempo. Nesse período eu lembro que tínhamos 10 dias para que eu pudesse avaliar qual seria a melhor escolha. Você sempre tem que pensar estrategicamente. Mas esse é o meu trabalho e isso é a responsabilidade que tenho que assumir. | ” |
| — Erik Ten Hag sobre a saída de Cristiano. | |   |

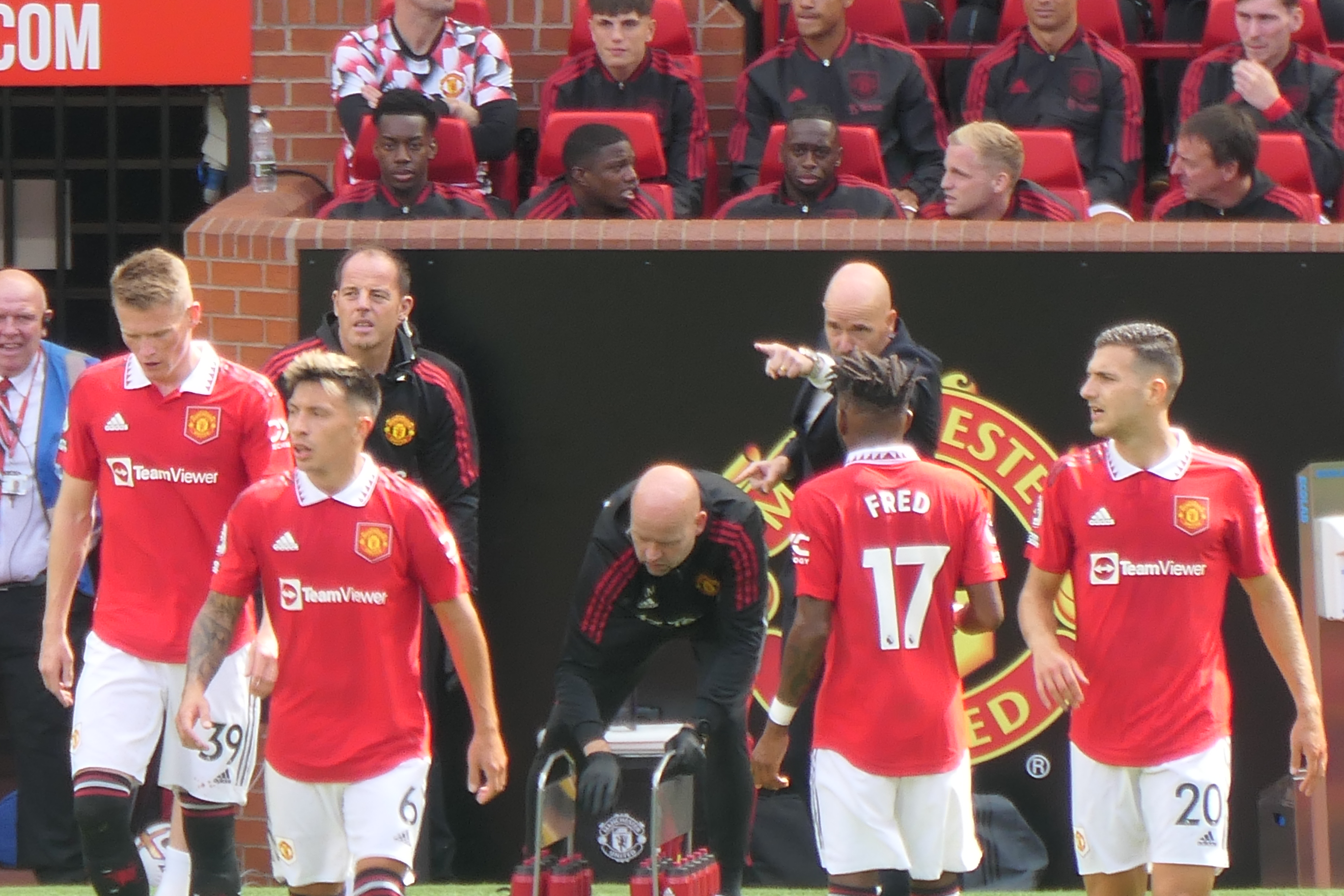
Erik comandando seus atletas

Seguindo o Campeonato, o treinado passou por alguns momentos ruins. Ele foi o comandante do time na goleada do Liverpool por 7 a 0 no Anfield, amargou uma eliminação nas quartas de final da Europa League diante o Sevilla e também vislumbrou o título do Manchester City na final da FA Cup contra o próprio United.
Porém conquistou seu primeiro título pelo clube no dia 26 de fevereiro de 2023, quando o United venceu o Newcastle por 2 a 0 e sagrou-se campeão da Copa da Liga Inglesa. O neerlandês também fizera uma campanha regular na Premier League, pois terminou em 3º colocado garantindo-se diretamente na Fase de Grupo da Liga dos Campeões da temporada seguinte.

#### 2023–24
Sobre algumas das suas contratações, Erik conseguiu com que Mason Mount deixasse o Chelsea para se unir ao elenco. André Onana, com quem também havia trabalhado no Ajax, optou por estar com o neerlandês mais uma vez. Dessa vez após a saída de David de Gea do time.
Seu início na temporada nova foi um novo desafio. Ele começou colecionando derrotas importantes e não obteve êxito na Fase de Grupo da Liga dos Campeões. O time sequer garantiu-se nas Eliminatórias e amargou a última colocação no Grupo A. Naquele momento o time do treinador sofria com frequentes lesões, tendo perdido Mason Mount, Raphaël Varane, Rasmus Højlund, Harry Maguire, Lisandro Martínez, entre outros, apenas no começo da época.
O treinador também teve de lidar com dois casos semelhantes naquele começo de temporada. Mason Greenwood, que já havia sido afastado do elenco na temporada passada por uma suposta tentativa de estupro em sua namorada, foi reavaliado pelo neerlandês e teve seu futuro em uma nova equipe. Além dele, o brasileiro Antony também foi acusado de agredir sua companheira e coube a Erik afastar o atacante do time. Futuramente, o sul-americano retornou aos gramados porque contribuía ativamente com as investigações da polícia.
Paralelo a isso, Erik envolveu-se em uma nova polêmica com um jogador da equipe. Após incentivar Jadon Sancho a receber acompanhamento psicológico na época passada, já que não conseguia repetir seu bom futebol dos tempos de Bundesliga, o atacante inglês voltou a campo na temporada anterior e desempenhou um papel regular na equipe. Todavia, em 2023, foi afastado da equipe por "seu desempenho ruim nos treinos". Sancho rebateu dizendo a afirmação era "falsa" e que estava sendo usado de "bode expiatório".
Sancho, após ser banido de todas as instalações do clube, deixou a equipe em janeiro para retornar ao futebol alemão, e Erik teve de usar as peças que possuía no elenco, já que o time não havia contratado ninguém para seu lugar. O próprio neerlandês já tinha conhecimento disso, já que afirmou que o time não se envolveria em transferências ainda em dezembro.
A partir de 2024, com a ascensão de Rasmus Højlund e as grandes performances de Alejandro Garnacho e Scott McTominay, Ten Hag pôde liderar o time a conquistar uma sequência invicta de 7 jogos – que só foi quebrada em fevereiro, quando derrotados pelo Fulham.
Contudo, após essa sequência vitoriosa, os Red Devils sofreram com algumas partidas sem vitória, tendo uma sequência negativa entre as rodadas 30 à 33. Nos últimos nove jogos de Premier League, o clube conquistou apenas duas vitórias e terminou a competição em 8º colocado. A pior posição da equipe desde a saída de Alex Ferguson do comando do United, além de a pior defesa em 47 anos. A posição havia deixado o time com vaga apenas na Liga Conferência.
Apesar de uma temporada irregular, o time soube avançar na FA Cup. A equipe chegou a eliminar o Liverpool, no último ano de Jürgen Klopp como comandante dos Reds, em uma épica virada de 4 a 3 na prorrogação. E conseguiram bater o Coventry City nas penalidades na semifinal. Na partida decisiva, enfrentaram novamente o Manchester City e conseguiram se sobressair após uma vitória de 2 a 1. Desse modo, os Red Devils conseguiram vaga na Liga Europa da próxima temporada.
Sua permanência no clube, no entanto, era incerta. O treinador havia colecionado intrigas com ex-atletas desde sua chegada e sua posição final na tabela da Premier League não era satisfatória para os dirigentes do clube. Antes mesmo da final da FA Cup, último jogo do United na temporada, o jornal inglês The Guardian afirmou que Erik seria demitido da equipe independentemente do resultado. Ten Hag, por sua vez, afirmou que o número demasiado de lesões atrapalhavam a equipe de performar da maneira que ele gostaria, mas também disse que não tinha certeza se continuaria em Old Trafford para época seguinte.

#### 2024–25
Após o fim da temporada, houve demasiada incerteza sobre a permanência de Erik no clube. Jim Ratcliffe, que havia se consolidado como coproprietário do time após a saída da família Glazer, estava muito interessado em adquirir Thomas Tuchel para o comando do Manchester United. No entanto, as negociações não chegaram a evoluir e coube aos Red Devils permanecerem com o treinador neerlandês por mais uma época.
Ten Hag foi informado de que as negociações aconteciam, ainda que ele estivesse gozando de férias; porém, representantes do clube voaram até Ibiza, onde o treinador estava, para informar que "chegaram eventualmente à conclusão de que já tinham o melhor técnico". No dia 4 de julho, o United renovou seu contrato até o fim da época 2025–26. No dia 11 de julho, ten Hag anunciou que o ex-futebolista, e ídolo do United, Ruud van Nistelrooy estaria integrando sua comissão técnica como assistente.
Assim que pôde contratar novos atletas, continuou sua filosofia de negociações e chamou outros dois jogadores que estiveram sob sua tutela no Ajax. Os defensores Matthijs de Ligt e Noussair Mazraoui assinaram com a equipe após ambos deixarem o Bayern de Munique. Além deles, Erik optou por contratar o atacante neerlandês Joshua Zirkzee, após este fazer uma boa campanha pelo Bologna na época anterior. Curiosamente, todos eles tiveram passagem pelo Bayern de Munique, clube onde o treinador tivera uma passagem pelo time B.
O treinador começou sua temporada final na equipe perdendo a Supercopa da Inglaterra de 2024 nas penalidades, após o clube empatar o jogo normal em 1 a 1. Seguindo, o time fizera mais 13 partidas, onde venceu apenas do Fulham, Southampton, Brentford e Barnsley, sendo esse último uma goleada por 7 a 0 na estreia da Carabao Cup. Os Red Devils não conseguiram vencer nenhuma das três partidas da Europa League e estavam ocupando a 14ª posição do Campeonato Inglês.
Em 28 de outubro de 2024, Erik ten Hag não resistiu a derrota para o West Ham, pela nona rodada da Premier League de 2023–24, e foi demitido do Manchester United. O ex-atacante e atual auxiliar técnico do clube inglês, Ruud van Nistelrooy, assumira o comando da equipe como treinador interino.

### Bayer Leverkusen
Em 26 de maio de 2025, o Bayer Leverkusen anunciou a contratação de Erik ten Hag como novo técnico do time.

## Estatísticas como treinador
Atualizadas até 28 de outubro de 2024[carece de fontes?]
| Clube                | Período   | Jogos | Vitórias | Empates | Derrotas | Aproveitamento |
| -------------------- | --------- | ----- | -------- | ------- | -------- | -------------- |
| Go Ahead Eagles      | 2012–2013 | 39    | 19       | 10      | 10       | 57.26%         |
| Bayern de Munique II | 2013–2015 | 72    | 48       | 10      | 14       | 71.3%          |
| Utrecht              | 2015–2017 | 111   | 56       | 25      | 30       | 57.96%         |
| Ajax                 | 2017–2022 | 215   | 159      | 27      | 29       | 78.14%         |
| Manchester United    | 2022–2024 | 128   | 72       | 20      | 36       | 61.46%         |

## Títulos como jogador
De Graafschap
- Eerste Divisie: 1990–91

Twente
- Copa dos Países Baixos: 2000–01

## Títulos como treinador

#### Bayern de Munique II
- Fußball-Regionalliga Bayern: 2013–14

#### Ajax
- Eredivisie: 2018–19, 2020–21 e 2021–22
- Copa dos Países Baixos: 2018–19 e 2020–21
- Supercopa dos Países Baixos: 2019

#### Manchester United
- Copa da Liga Inglesa: 2022–23
- Copa da Inglaterra: 2023–24

### Prêmios individuais
- Prêmio Rinus Michels: 2015–16, 2018–19 e 2020–21
- Treinador do Mês da Premier League: setembro de 2022, fevereiro de 2023 e novembro de 2023[87]